# П'єр Ла Мюр
П'єр Ла Мюр (фр. Pierre La Mure; 15 червня 1899, Ніцца, Третя французька республіка — 28 грудня 1976, Каліфорнія, США) — французький письменник. 
У 1950 році він написав роман «Мулен Руж» про життя французького художника Анрі де Тулуз-Лотрека. У 1952 по ньому було знято однойменний фільм. 
Написав роман «Окрім бажання» про життя Сесіль і Фелікса Мендельсона, а також біографічний роман «Claire de Lune» про життя і боротьбу французького композитора Клода Дебюссі, опублікований в 1962 році.
Помер у Каліфорнії в США у віці 67 років.